# Hervormde kerk (Hollandscheveld)
De Hervormde kerk van Hollandscheveld  is een neoclassicistische zaalkerk met een geveltoren uit 1851 in het Drentse dorp Hollandscheveld. De kerk is in 1965 aangewezen als rijksmonument. 
De zaalkerk van zeven traveeën heeft aan de voorzijde een geveltoren met een opengewerkte lantaarn met een ingesnoerde spits. De kerk heeft een preekstoel uit de bouwtijd.
Het orgel is gebouwd in 1910 door J. Proper uit Kampen. Het gebouw is in gebruik bij de Hervormde gemeente van de plaatselijke PKN.